# Centricnemus
Centricnemus — род жесткокрылых семейства долгоносиков.

## Виды
некоторые виды рода:
- Centricnemus albolineatus Schoenherr, 1823
- Centricnemus leucogrammus Germar, 1827